# 보너스 룰

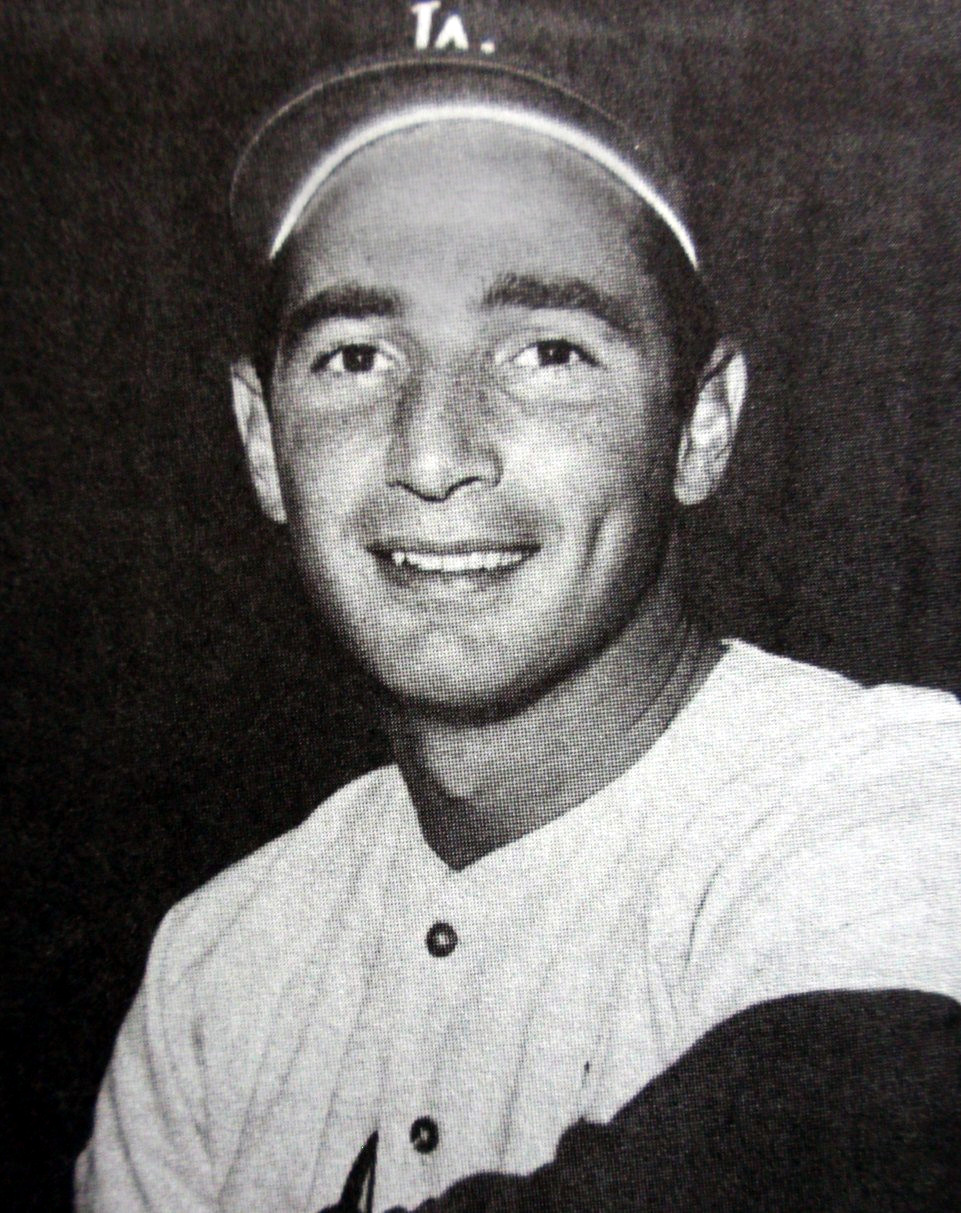
명예의 전당 헌액자인 샌디 쿠팩스는 마이너 리그 베이스볼 경력이 전혀 없는 이른바 '보너스 베이비'(bonus baby)이다.

보너스 룰(bonus rule)은 1947년에 메이저 리그 베이스볼이 도입한 야구 규칙으로, 메이저 리그 팀이 특정 선수를 팜팀에 소속시키는 것을 방지하는 규정이다. 메이저 리그 팀이 선수와 사이닝 보너스로 4,000 달러(오늘날 화폐 가치로 46,400달러) 이상 계약한 경우, 그 팀은 해당 선수를 2년 내내 25인 로스터에 포함시켜야 한다. 이 규정을 준수하지 못한 팀은 해당 선수와의 계약에 관한 권리를 상실하며, 선수는 웨이버 공시된다. 선수가 2시즌 내내 메이저 리그 팀에 남아 있을 경우에는 그 이후에 팜팀으로 내려갈 수 있다. 이 규정은 이후 여러 차례 변화를 겪다가 메이저 리그 베이스볼 드래프트가 시작된 1965년에 최종적으로 폐지되었다.